# أسوكي أوإيشي
أسوكي أوإيشي (باليابانية: 大石 明日希) (14 ديسمبر 1991 في شيزوكا في اليابان – )؛ هو لاعب كرة قدم ياباني سابق كان يلعب كلاعب وسط.

## وصلات خارجية
- أسوكي أوإيشي على موقع رابطة كرة القدم اليابانية للمحترفين (اليابانية)
- أسوكي أوإيشي على موقع Soccerway.com (الإنجليزية)
- أسوكي أوإيشي على موقع عالم كرة القدم.نت (الإنجليزية)